# Petar Iwanow Slatew
Petar Iwanow Slatew (auch Petar Ivanov Zlatev geschrieben, bulgarisch Петър Иванов Златев; * 2. November 1881 in Elena; † 24. Juli 1948 in Sofia) war ein bulgarischer Politiker, Generalleutnant und Ministerpräsident.

## Leben

### Militärische Laufbahn
Nach der Schulausbildung absolvierte er eine militärische Ausbildung zum Offizier der Kavallerie. Als solcher war er sowohl Teilnehmer der Balkankriege 1912 und 1913 sowie des Ersten Weltkrieges, wo er im Laufe der Zeit zum Kommandeur eines Kavallerieregiments aufstieg. Zuletzt war er von 1928 bis 1934 im Range eines Generalleutnants Generalinspekteur der Kavallerie.
Im Laufe seiner Laufbahn in der bulgarischen Armee wurde er dabei mehrfach ausgezeichnet.

### Ministerpräsident von 1935
Als Offizier gehörte er der „Militärliga“ an, einem Bündnis, das enge Beziehungen zu der ebenfalls überwiegend aus Offizieren bestehenden rechts-autoritären Organisation Sweno (dt. Schäkel, Kettenglied) unterhielt, die nach einem autoritär regierten, an dem System des Korporatismus orientierten Staat strebte.
Nach dem Staatsstreich der Sweno vom 19. Mai 1934 gegen die Regierung von Nikola Muschanow wurde er von Ministerpräsident Kimon Georgiew ernannt. Obwohl er selbst ein überzeugter Monarchist war, ging er gleichwohl auch behutsam mit den republikanischen Bestrebungen einiger anderer Kabinettsmitglieder um.
Zar Boris III., der die diese Bestrebungen jedoch ablehnte, führte im Januar 1935 einen Gegenputsch durch und setzte Slatew daraufhin am 22. Januar 1935 zum Ministerpräsidenten ein.
Slatews vordringlichste Aufgabe war es dabei lediglich eine starke militärische Präsenz in der Folgezeit des Putsches aufzubauen. Nach dem Abflauen der anfänglichen Unruhen und der Sicherung der Macht des Zaren wurde er daher bereits am 21. April durch Andrei Toschew abgelöst. Während seiner Amtszeit als Ministerpräsident war er zugleich weiterhin auch Verteidigungsminister.